# Eutolmus maximus
Eutolmus maximus är en tvåvingeart som beskrevs av Hradsky och Geller-grimm 1998. Eutolmus maximus ingår i släktet Eutolmus och familjen rovflugor.
Artens utbredningsområde är Vietnam. Inga underarter finns listade i Catalogue of Life.